# Silence (Pete Namlook e Dr. Atmo)
Silence è un album in studio di Pete Namlook e Dr. Atmo pubblicato nel 1992.
Incorporando sintetizzatori "celestiali", "atmosfere dense", ritmi e campionamenti vocali, l'album è in grado, secondo Simon Reynolds, di "trasformare il salotto in un santuario di suono spirituale".
Il sito AllMusic reputa Silence un disco fondamentale per gli appassionati del minimalismo elettronico.

## Tracce
1. Omid / Hope – 21:51
2. Garden Of Dreams – 22:14
3. Santur – 9:49
4. Trip – 20:08